# American Institute of Mathematics
L'American Institute of Mathematics (AIM) è un istituto matematico, fondato nel 1994 da John Fry e situato a Palo Alto, in California. Finanziato privatamente da Fry a partire dalla fondazione, dal 2002 l'AIM è diventato uno dei sette istituti matematici finanziati dalla National Science Foundation. Dal 1997 Brian Conrey è il direttore esecutivo.
L'istituto è stato fondanto con l'obiettivo principale di "espandere le frontiere della conoscenza matematica, attraverso progetti di ricerca mirati, conferenze, e attraverso lo sviluppo di una libreria matematica on-line". Inizialmente, l'AIM metteva insieme piccoli gruppi composti dai migliori matematici con l'obiettivo di risolvere importanti problemi, quali la congettura di Birch e Swinnerton-Dyer. Attualmente, l'istituto porta avanti anche workshop intensivi (dalla durata di una settimana) su argomenti inerenti campi di ricerca attuali. Questi workshop fanno forte affidamento su sessioni interattive di risoluzione di problemi.

L'AIM ogni anno assegna una prestigiosa borsa di studio quinquennale ad un brillante studente di matematica pura. Inoltre nel 2009, l'istituto, grazie a un finanziamento speciale della National Science Foundation, ha assegnato anche 4 borse di postdoc. Oltre a questo, AIM sponsorizza competizioni matematiche locali e un meeting annuale per matematiche donne.

## Ricerca
L'American Institute of Mathematics ha promosso lo studio di problemi fondamentali in molte aree della matematica. Fra essi vi sono:
- Un progetto per il calcolo delle rappresentazioni unitarie dei gruppi di Lie. In particolare, il progetto è riuscito a completare questi calcoli per il gruppo di Lie eccezionale E8.[9]
- La congettura di Hadwiger e il teorema del grafo perfetto forte.
- La congettura di Birch e Swinnerton-Dyer.